# イオン札幌平岸店
イオン札幌平岸店（イオンさっぽろひらぎしてん）は、北海道札幌市豊平区平岸に所在するイオン北海道運営のフード＆ドラッグ業態のスーパーマーケットである。
本記事では、前身の西友平岸店についても説明する。

## 概要

### 西友平岸店
1981年10月31日開店。

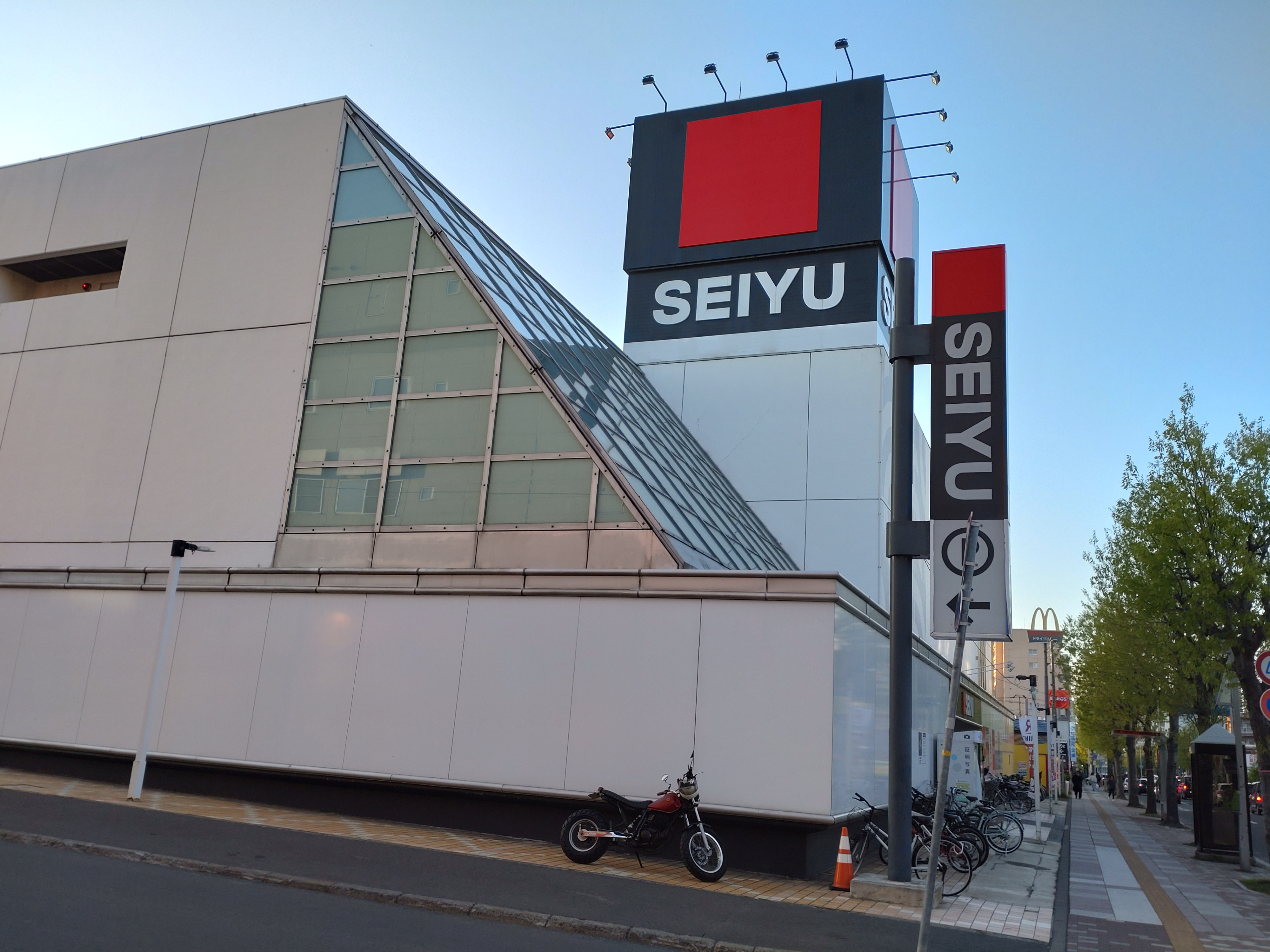
西友平岸店（2024年）

2016年7月28日、リニューアルオープン。西友は食品主体に特化し、冷凍食品や惣菜を充実させた。また、テナントとしてサンキ、セリア、東京靴流通センターも加わった。外装も変更され、従来の赤をベースにした3代目ロゴから黒をベースにした4代目ロゴに更新している。北海道の西友店舗のリニューアルは元町北二十四条店（札幌市東区）に次いで2店舗目であった。
2024年4月2日、9月をもって西友が道内から撤退し、道内全9店舗をイオン北海道が買収することを発表。9月29日18時をもって閉店した。
麻生十番モンタボーは2024年9月16日に閉店した。

### イオン札幌平岸店
10月1日付でイオン北海道へ継承した。直営売場はシステムの入れ替え等のため休業し、サザエなどの一部を除き、テナントは営業する。
2024年11月9日にフード&ドラッグ業態のイオン札幌平岸店として開店。

## 年表

### 西友平岸店
- 1981年10月31日 - 開店。
- 2001年3月1日 - 北海道西友の運営となる[11]。
- 2008年7月1日 - 西友の運営となる[12]。
- 2016年7月29日 - リニューアルオープン。
- 2024年9月29日 - 閉店[6]。

### イオン札幌平岸店
- 2024年
  - 10月1日 -  イオン北海道が継承。
  - 11月9日 - 直営売場開店。

## フロアとテナント
出典:

### フロア概要
核店舗のイオン札幌平岸店と14の専門店で構成される。
| 階  | フロア概要                   |
| --- | ---------------------------- |
| 3階 | 専門店のフロア               |
| 2階 | 食品と暮らしのフロア、専門店 |
| 1階 | 食品フロア                   |

### 主なテナント

#### 1階
- エンパイアー（クリーニング）
- サザエ（惣菜）
- チャンスセンター（宝くじ）

#### 2階
- サンキ（衣料）

#### 3階
- セリア（100円ショップ）
- 東京靴流通センター
- 富士メガネ

※テナント情報は2024年11月時点
出店テナント全店の一覧詳細情報は公式サイト「専門店・フロアマップ」を、営業時間の詳細は公式サイトを参照。

### 過去のテナント

#### 西友平岸店
- 麻生十番モンタボー - 2024年9月16日閉店[7]。

## アクセス
国道453号線（平岸通）沿い。北海道道89号札幌環状線（環状通）近く。
バス
- じょうてつバス「平岸3条10丁目」バス停下車

鉄道
- 札幌市営地下鉄南北線「平岸駅」から徒歩約7分。「南平岸駅」から徒歩約8分[広報 2]。

#### 広報資料・プレスリリースなど一次資料
1. 1 2  “イオン札幌平岸店 | イオン北海道株式会社”. 2024年11月4日閲覧。
2. ↑  “イオン札幌平岸店”. ppf-store-list.azurewebsites.net. 2024年11月4日閲覧。